# Råsjö
Råsjö är en sjö i Mölndals kommun i Halland och ingår i Kungsbackaåns huvudavrinningsområde. Sjön är 3 meter djup, har en yta på 0,0727 kvadratkilometer och befinner sig 46 meter över havet.

## Delavrinningsområde
Råsjö ingår i det delavrinningsområde (638976-127802) som SMHI kallar för Nedlagd mätstation. Medelhöjden är 51 meter över havet och ytan är 22,97 kvadratkilometer. Räknas de 31 avrinningsområdena uppströms in blir den ackumulerade arean 203,78 kvadratkilometer. Avrinningsområdets utflöde Kungsbackaån (Lindomeån) mynnar i havet. Avrinningsområdet består mestadels av skog (43 %), öppen mark (16 %) och jordbruk (11 %). Avrinningsområdet har 0,2 kvadratkilometer vattenytor vilket ger det en sjöprocent på 0,8 %. Bebyggelsen i området täcker en yta av 6,88 kvadratkilometer eller 30 % av avrinningsområdet.